# Copa São Luís 2013
In 2013 werd de twaalfde editie van de Copa São Luís gespeeld voor clubs uit Braziliaanse staat Maranhão, het was de eerste en enige keer onder deze naam. De competitie werd gespeeld van 25 september tot 22 december en werd georganiseerd door de FMF. Sampaio Corrêa werd de winnaar en plaatste zich voor de Copa do Brasil 2014.
Er werden twee toernooien gespeeld, beide winnaars plaatsen zich voor de finale.

## Eerste toernooi

### Eerste fase

#### Groep A
| Plaats | Club           | Wed. | W | G | V | Saldo | Ptn. |
| ------ | -------------- | ---- | - | - | - | ----- | ---- |
| 1.     | Sampaio Corrêa | 3    | 3 | 0 | 0 | 6:0   | 9    |
| 2.     | Cordino        | 3    | 1 | 1 | 1 | 3:4   | 4    |
| 3.     | Araioses       | 3    | 1 | 1 | 1 | 2:4   | 4    |
| 4.     | Bacabal        | 3    | 0 | 0 | 3 | 1:4   | 0    |

|  | Geplaatst voor tweede fase |

#### Groep B
| Plaats | Club       | Wed. | W | G | V | Saldo | Ptn. |
| ------ | ---------- | ---- | - | - | - | ----- | ---- |
| 1.     | Moto Club  | 3    | 3 | 0 | 0 | 9:2   | 9    |
| 2.     | Balsas     | 3    | 1 | 1 | 1 | 2:3   | 4    |
| 3.     | Imperatriz | 3    | 1 | 1 | 1 | 3:5   | 4    |
| 4.     | Maranhão   | 3    | 0 | 0 | 3 | 1:5   | 0    |

|  | Geplaatst voor tweede fase |

### Tweede fase
In geval van gelijkspel wint de club met het beste resultaat in de eerste fase. 
|  | halve finale   | halve finale | halve finale | halve finale |  |                | finale | finale | finale | finale |
|  |                |              |              |              |  |                |        |        |        |        |
|  |                |              |              |              |  |                |        |        |        |        |
|  | Cordino        | 2            | 2            | 4            |  |                |        |        |        |        |
|  | Moto Club      | 2            | 0            | 2            |  |                |        |        |        |        |
|  |                |              |              |              |  | Cordino        | 1      | 0      | 1      |        |
|  |                |              |              |              |  | Sampaio Corrêa | 0      | 3      | 3      |        |
|  | Balsas         | 2            | 1            | 3            |  |                |        |        |        |        |
|  | Sampaio Corrêa | 2            | 5            | 7            |  |                |        |        |        |        |

## Tweede toernooi

### Eerste fase

#### Groep A
| Plaats | Club           | Wed. | W | G | V | Saldo | Ptn. |
| ------ | -------------- | ---- | - | - | - | ----- | ---- |
| 1.     | Sampaio Corrêa | 4    | 2 | 1 | 1 | 9:4   | 7    |
| 2.     | Bacabal        | 4    | 2 | 1 | 1 | 6:3   | 7    |
| 3.     | Cordino        | 4    | 2 | 1 | 1 | 5:5   | 7    |
| 4.     | Araioses       | 4    | 1 | 2 | 1 | 4:5   | 5    |

|  | Geplaatst voor tweede fase |

#### Groep B
| Plaats | Club       | Wed. | W | G | V | Saldo | Ptn. |
| ------ | ---------- | ---- | - | - | - | ----- | ---- |
| 1.     | Maranhão   | 4    | 1 | 2 | 1 | 2:2   | 5    |
| 2.     | Balsas     | 4    | 1 | 2 | 1 | 4:4   | 5    |
| 3.     | Moto Club  | 4    | 1 | 1 | 2 | 6:7   | 4    |
| 4.     | Imperatriz | 4    | 1 | 0 | 3 | 5:11  | 3    |

|  | Geplaatst voor tweede fase |

### Tweede fase
In geval van gelijkspel wint de club met het beste resultaat in de eerste fase. 
|  | halve finale   | halve finale | halve finale | halve finale |  |                | finale | finale | finale | finale |
|  |                |              |              |              |  |                |        |        |        |        |
|  |                |              |              |              |  |                |        |        |        |        |
|  | Balsas         | 3            | 1            | 4            |  |                |        |        |        |        |
|  | Sampaio Corrêa | 2            | 6            | 8            |  |                |        |        |        |        |
|  |                |              |              |              |  | Sampaio Corrêa | 0      | 1      | 1      |        |
|  |                |              |              |              |  | Maranhão       | 0      | 1      | 1      |        |
|  | Bacabal        | 1            | 1            | 2            |  |                |        |        |        |        |
|  | Maranhão       | 2            | 2            | 4            |  |                |        |        |        |        |

## Finale
Sampaio Corrêa won omdat het beter presteerde over de twee toernooien heen.
Heen
|                   |                |           |          | |
| 19 december 20:15 | Sampaio Corrêa | 0 – 1     | Maranhão | Estádio Nhozinho Santos, São Luís Toeschouwers: 1.236 Scheidsrechter: Gladstonni Viana de Oliveira |
| 19 december 20:15 |                | 8' Helton |          | Estádio Nhozinho Santos, São Luís Toeschouwers: 1.236 Scheidsrechter: Gladstonni Viana de Oliveira |

Terug
|                   |           |       |                    |                                                                                                 |
| 22 december 17:00 | Maranhão  | 1 – 2 | Sampaio Corrêa     | Estádio Nhozinho Santos, São Luís Toeschouwers: 2.739 Scheidsrechter: Jorge Luis Viana da Silva |
| 22 december 17:00 | Dinho 16' |       | 48', 75' Edimilson | Estádio Nhozinho Santos, São Luís Toeschouwers: 2.739 Scheidsrechter: Jorge Luis Viana da Silva |

## Kampioen
| Copa São Luís 2013                 |
| São Luís                           |
| ---------------------------------- |
| SAMPAIO CORRÊA Kampioen (5° titel) |